# Valvignères
Valvignères – miejscowość i gmina we Francji, w regionie Owernia-Rodan-Alpy, w departamencie Ardèche.
W roku 1990 gminę zamieszkiwało 336 osób, a gęstość zaludnienia wynosiła 11 osób/km² (wśród 2880 gmin regionu Rodan-Alpy Valvignères zajmuje 1294. miejsce pod względem liczby ludności, natomiast pod względem powierzchni – miejsce 211.). Do roku 2017 liczba ludności wzrosła do 466, lecz pięć lat wcześniej wnosiła 477.